# McCoy Ingram
Joel McCoy Ingram (21 agosto 1931 – Gulfport, 8 giugno 1998) è stato un cestista statunitense, professionista nella NBA.